# Ejecución de hipoteca

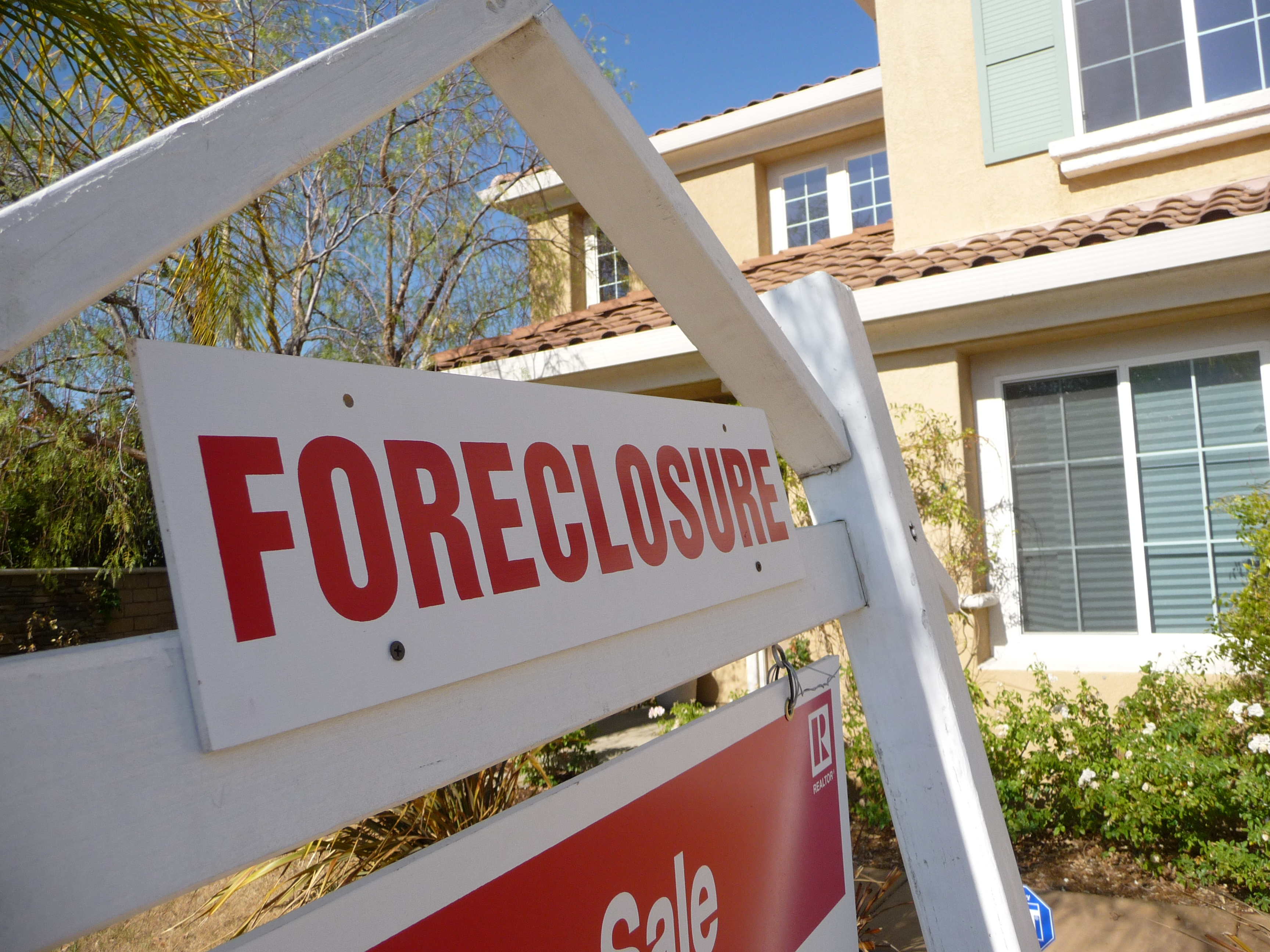
Señal de los tiempos: Ejecución hipotecaria

Ejecución de hipoteca o acción hipotecaria, en Derecho procesal, se denomina a un procedimiento ejecutivo a través del cual se ordena la venta de un bien inmueble que estaba gravado con una hipoteca por incumplimiento del deudor de las obligaciones garantizadas con la hipoteca.
Se trata de un procedimiento rápido y reglado, mediante el cual se busca de forma transparente, normalmente mediante subasta pública, hacer efectivo el valor del bien inmueble para pagar las deudas incumplidas.
Una vez vendido el bien inmueble y una vez pagados los deudores hipotecarios, el dinero restante de la venta del bien se devuelve al propietario del bien inmueble (que no tiene por qué coincidir siempre con el deudor).

## Características
Los procedimientos de ejecución de hipotecas están regulados por la Ley, y normalmente deben cumplir una serie de trámites que intentan maximizar la publicidad y la transparencia del procedimiento de venta del inmueble, con la finalidad de obtener el precio más justo posible, dentro de las circunstancias, para el propietario.
Por otro lado, los procedimientos son más simplificados que los ordinarios, puesto que no entran a conocer sobre la deuda en sí. Los únicos aspectos que se estudian en una ejecución de la hipoteca es si existe esa hipoteca y si la deuda ha sido impagada, sin importar el motivo por el cual esa deuda fue impagada que sería, en su caso, objeto de un segundo procedimiento ordinario para la devolución de lo indebido. El motivo es dar una mayor seguridad jurídica al acreedor para el cobro de su crédito, fortaleciendo con ello el tráfico comercial.

## España
En España, las leyes de ejecuciones hipotecarias son muy estrictas, en comparación con otros países europeos y con los Estados Unidos en particular.
En caso de no poder afrontar los pagos de su casa en España, además de perder su casa puede llegar a perder todos los bienes a su nombre ya que el banco le puede embargar todos sus activos y hasta sus cuentas bancarias. Esto se debe a que el dueño es responsable personal e ilimitado de la deuda contraída.
El proceso de ejecución en España es judicial, se realiza ante un Letrado de la Administración de Justicia. Por otro lado en España no hay opciones válidas como declararse en bancarrota o una venta corta del inmueble.

## Sudáfrica
Las leyes de ejecución hipotecaria en Sudáfrica se encuentra bastante atrasadas en comparación con países europeos o los Estados Unidos.
El proceso de ejecución consta de 3 pasos en los cuales al retrasarse en los pagos, el banco comienza el proceso legal, luego se lleva a la corte pidiendo permiso para embargar la propiedad. El último paso es llevar a cabo la ejecución de la propiedad en una subasta para poder hacer cobro de la deuda hipotecaria por el banco.
Hay leyes que protegen a los dueños de casas ya que obligan a los banco a ofrecer oportunidades de re-financiación o de extensión de los plazos del crédito a modo de dar posibilidades a no perder la casa tan fácilmente a los prestatarios.